# Ophthalmothericles variegatus
Ophthalmothericles variegatus är en insektsart som beskrevs av Marius Descamps 1977. Ophthalmothericles variegatus ingår i släktet Ophthalmothericles och familjen Thericleidae. Inga underarter finns listade i Catalogue of Life.